# كاسيانو ديلفايي
كاسيانو ديلفايي (بالإسبانية: Casiano Delvalle)‏ (مواليد 13 أغسطس 1970) هو لاعب كرة قدم. يلعب مع منتخب باراغواي لكرة القدم منذ عام 1995.

## وصلات خارجية
- كاسيانو ديلفايي على موقع رابطة كرة القدم اليابانية للمحترفين (اليابانية)
- كاسيانو ديلفايي على موقع ناشيونال فوتبول تيمز (الإنجليزية)
- كاسيانو ديلفايي على موقع Soccerway.com (الإنجليزية)
- كاسيانو ديلفايي على موقع عالم كرة القدم.نت (الإنجليزية)

- National Football Teams